# 周春富
周春富（19世纪？—1940年代？），居住于辽宁复县（现瓦房店市）阎店乡的人士。在第二次国共内战后期中共领导的土地改革運動中死亡，后来在小说《高玉宝》第九章《半夜鸡叫》中，成为书中同名人物，并被丑化为“周扒皮”，成为中国大陆家喻户晓的“恶霸地主”的典型形象。

## 生平
周春富早年闯关东，原籍不详，1911年在辽南落户。此后，他勤俭持家，攒钱买地，并开有数家小作坊，成为了当地的殷实之家，育有五个儿子，三个女儿。
儿女们对周春富评价并不太好，因为周春富对自己和家人很吝啬。别人家的女儿可以不上山劳动，但他家不行。周春富还反对儿女及雇工们穿红戴绿，因为如此穿戴，劳动时会怕衣服弄脏而不愿出力。吃饭时，碗里剩下的粉条必须捞出晒干，留待下一顿继续吃。周春富还向儿女们说：“饭要吃八分饱，吃多了，剩下的都成臭屎。”周家出嫁的女儿回娘家时不许过夜，否则会多吃一顿饭。
周春富对家中的长工、短工则较好。周春富认为，对他们不好，他们不会认真干活。周春富器重干农活的能手，周春富自己也不分冬夏每天早早起床干活。文化大革命时，曾经在周家当过长工的孔兆明，被干部要求上台“忆苦思甜”，讲述过去的“剥削故事”，孔兆明讲话时却说走了嘴：“我们当时在周家吃的是啥？吃的都是饼子，苞米粥，还有豆腐，比现在吃的好多了……当时在周家一年能挣8石粮，可养活全家。”干部连忙把孔兆明拉下了台。
第二次国共内战时，中共占领了周春富家所在地区。在中共领导的土地改革运动中，周春富两次被划分出身成分，第一次被划为富农，第二次被划为双富农（因为还经营着小作坊），并被用绳子蘸水抽打致死。周春富死后，土地改革运动纠偏，周家最终被划为富农，周家的子女此后在历次政治运动中均遭到批斗。根据瓦房店市档案馆的档案显示，1947年12月至1948年1月5日，复县全县在土地改革运动中共处死1900多人，后来档案馆的专题报告中，以符号“XXX”代替。
1955年，“战士作家”高玉宝的自传体小说《高玉宝》出版后，又多次再版，共印五百多万册，在中国国内以7种少数民族文字印行，并译为近20种外文印行，仅汉文版便累计发行450多万册。《半夜鸡叫》是《高玉宝》的第九章，直到1990年代初，仍是语文教科书中的重点课文，并被拍成木偶剧、课本剧。《半夜鸡叫》中，周春富因为“残酷剥削”长工而绰号“周扒皮”，为了催长工们早些上工，半夜躲进鸡舍学鸡叫，引发公鸡群起打鸣，后来周春富遭小高玉宝设计痛打。实际上小说《高玉宝》一共13章均是作家郭永江代笔创作而成。
2011年，周春富的外曾孫孟令騫出版家族史《半夜雞不叫：揭開地主周扒皮的真實面目》，考證「半夜雞叫沒叫」，「周春富是何許人」兩個問題。

## 参看
- 半夜鸡叫

## 外部連結
周扒皮：冤枉死了